# Petra Reiser-Uhlenbruch
Petra Reiser-Uhlenbruch (geboren 1959) ist eine deutsche Juristin und Richterin. Seit März 2011 ist sie stellvertretendes Mitglied des Thüringer Verfassungsgerichtshofs.

## Karriere
Seit dem 29. Juli 1997 ist Petra Reiser-Uhlenbruch Richterin am Amtsgericht Mühlhausen und war dort zunächst in der Zweigstelle Bad Langensalza eingesetzt.
Auf Vorschlag der SPD-Fraktion wurde die Juristin im März 2011 zum stellvertretenden Mitglied des Thüringer Verfassungsgerichtshofs gewählt. Frau Reiser-Uhlenbruch war vorab der Einladung der AfD-Fraktion gefolgt und hatte sich dieser vorgestellt. Es stellte sich aber schnell heraus, dass zwischen den rechtspolitischen Positionen der AfD und denen von Frau Reiser-Uhlenbruch deutliche Unterschiede bestanden. Daher entschied sich die AfD-Fraktion, nicht für Frau Reiser-Uhlenbruch zu stimmen. 2016 wurde die Juristin für weitere sieben Jahre wiedergewählt.
Seit 1. Juni 2014 sitzt Petra Reiser-Uhlenbruch für die Fraktion SPD/Bündnis 90 Die Grünen als Mitglied der Gruppe Sachkundige Bürger im Seniorenbeirat des Landkreises Gotha.

## Ämter und Mitgliedschaften
- Mitglied des Gemeinderats Molschleben (Stand: 18. Juni 2019)[7][8]
- Vorsitzende des SPD-Ortsverbandes Molschleben[9]

## Publikationen (Auswahl)
- Mitautorin des Handkommentars Joachim Linck (Herausgeber), Manfred Baldus (Herausgeber), Joachim Lindner (Herausgeber), Holger Poppenhäger (Herausgeber), Matthias Ruffert (Herausgeber): Die Verfassung des Freistaats Thüringen: Handkommentar. Nomos Verlag, 1. Auflage 2013, ISBN  978-3-83297-245-5.